# 十代交響曲
「十代交響曲」（じゅうだいこうきょうきょく）は、山崎エリイ1枚目のシングル。2017年4月19日にZERO-A / 日本コロムビアから発売された。

## 概要
ソロデビューアルバム「全部、君のせいだ。」リリースから5ヶ月、19歳の山崎が「十代だからこその葛藤や悩み」を描いた、ダークでシリアスな楽曲。カップリング曲には、山崎が作詞に初挑戦した「Pearl tears」を収録。オリコンチャート最高29位。

## 収録内容
| #         | タイトル                      | 作詞       | 作曲      | 編曲      | 時間  |
| --------- | ----------------------------- | ---------- | --------- | --------- | ----- |
| 1.        | 「十代交響曲」                | hisakuni   | hisakuni  | hisakuni  | 4:55  |
| 2.        | 「Pearl tears」               | 山崎エリイ | 櫻口葵子  | 佐藤清喜  | 6:21  |
| 3.        | 「十代交響曲」(Instrumental)  |            |           |           | 4:55  |
| 4.        | 「Pearl tears」(Instrumental) |            |           |           | 6:19  |
| 合計時間: | 合計時間:                     | 合計時間:  | 合計時間: | 合計時間: | 22:30 |

| #         | タイトル                           | 作詞 | 作曲・編曲 | 時間 |
| --------- | ---------------------------------- | ---- | ---------- | ---- |
| 1.        | 「十代交響曲」(ミュージックビデオ) |      |            | 4:54 |
| 合計時間: | 合計時間:                          | 4:54 |            |      |

## 楽曲について
- 「十代交響曲」は山崎いわく、「入り混じった感情、現実。その中で生じる悩み、困難。十代だからこその葛藤が詰まった」楽曲[5]。「レコーディングでも"うずくまって殻に閉じこもったイメージで歌いましょう"とディレクションをいただいていたのです が、収録が進むにつれて笑えなくなっていく自分がわかるくらい曲の世界観に入り込んでしまいまして」と語るように、重たい歌詞とダークなサウンドが特徴[6][7]。当時19歳だった山崎は、お気に入りの歌詞として「大丈夫だよって答えるたびにきっと大丈夫じゃなくなる」を挙げている。「すっごく共感しました。私、口癖が"大丈夫"なんですよ。スタッフさんに"大丈夫ですか"と聞かれたとき、なんでもかんでも"大丈夫"って言っちゃうんです。あとあと"あれまずかったかな……"ってことが多くて、最近は"大丈夫ですか？"に"大丈夫です"と答えると"本当に大丈夫ですか？"って2度聞かれるようになって、あもうバレてるなって（笑）」と語っている[8]。
- 「十代交響曲」の数年後、成長して明るくなった今作の主人公を描いた楽曲が、2ndアルバム「夜明けのシンデレラ」のリード曲「a little little thing」である[9][10]。両曲の作詞・作曲を手掛けたhisakuni氏のツイートにもあるように、Dメロの「最終章が終わる頃 ガランとした客席に1人 スタンディングオベーションをしてくれる自分がいた」と繋がる歌詞が、「a little little thing」Dメロで紡がれている[11]。また「十代交響曲」は2ndアルバムのほか、ZERO-Aレーベルのベストアルバムにも収録されている[12]。
- ミュージックビデオは、長年習っていたクラシックバレエを踊る山崎や、歌詞にも出てくるノイズまじりの映像、「十代交響曲」の楽譜が散らばった床で歌う姿が印象的である[5][13]。MVについて山崎は、「最後はちょっと光が差すような、ちょっとだけ希望が見えたらいいなと思って、でも最後だけ（明るさを）出すよりは徐々に影を無くすようにしました」とインタビューに答えている[8]。
- 「Pearl tears」は、流麗なピアノ&ストリングスと、穏やかで優しい歌声に包み込まれるようなバラード[14]。初めて作詞に挑戦した山崎は、「私が小さい頃から飼っていたワンちゃんを思いながら作詞したんです。どうしても年の差があって、亡くなってしまったのが早くて……。お別れの挨拶ができなかったので、凄く心残りで……。その時の思いを形にできたら良いなと思って書き始めました」とテーマを明かした。「ただ、さすがに悲しすぎるかなと思ったので、人魚姫のモチーフを入れ込んで、人魚と王子様の間柄を連想させるかたちに」と続けたように、ファンタジックな世界観も感じられる[15]。歌詞作りでは、「一番最初に書いたのが"泡のおんぷをつないで"というところだったんですよ。そこから他の文章を考えて構成を考えて」「例えば"おんぷ"をひらがなにしたところも、他は漢字が多かったので柔らかさを出したほうがいいかな、とか結構考えました。あと"トロンプ・ルイユ"って"だまし絵"って意味なんですけど、私はすごく美術が好きで、美術館へ行った時にこの言葉を覚えて帰ってきて」「だまし絵って書くとちょっと言葉がきついですが、トロンプ・ルイユならば」と、音だけでなく文章として見た印象にもこだわったとのこと[16]。